# Club Patí Vic
El Club Patí Vic és una entitat esportiva fundada el 1951 a Vic, Osona, amb la finalitat de promoure i practicar l'hoquei patins i el patinatge, entre altres esports. És un dels clubs d'hoquei més antics d'Osona i va arribar a comptar amb més de 2.000 socis titulars (cada títol permet incloure la resta de la família com a beneficiaris).
A principis dels anys 70 el CP Vic es va reformular decisivament, amb l'ampliació de la seva base social, l'adquisició de terrenys propis i la creació d'unes instal·lacions esportives a disposició del soci, que no han parat de créixer. Durant els Jocs Olímpics d'Estiu 1992 el seu pavelló acollí els partits d'hoquei patins. Disposa actualment de 2 pavellons coberts, íntegrament dedicats a l'hoquei patins, essent en aquest sentit un cas únic al món. El club també disposa de dues piscines, una d'exterior i una de coberta, cinc pistes de tennis, frontó, quatre pistes de pàdel, gimnàs, sala de billar i bar-restaurant.
Destaquen també les escoles d'hoquei base, de tennis i de patinatge. Anualment organitza, amb gran èxit, les «Estades de tecnificació d'hoquei patins», on nens de diferents edats, i nacionalitats, conviuen, durant una setmana, amb jugadors de l'OK Lliga, entrenadors i tècnics.
El Març del 2020 el Club Patí Vic es va declarar en concurs de creditors després d'acumular un gran deute econòmic amb diverses entitats financeres i amb altres petits creditors. En total aquest deute s'enfilava fins als dos milions i mig d'euros.
. En una assemblea de socis extraordinària celebrada el 2 de març del 2020 a la pista 2, la junta directiva va dimitir en bloc sense que sortís cap alternativa per encapçalar el projecte de reconstrucció. Així, el club va quedar en mans d'una administradora concursal.
Un grup de pares i mares de jugadors i jugadores va fer un pas endavant per mantenir l'hoquei a la ciutat, creant l'Associació Esportiva Patí Vic, una entitat la qual llogava les instal·lacions al Club Patí Vic per poder fer front a les despeses corrents i alhora poder mantenir viva la base del club. L'any 2022 l'Ajuntament de Vic va comprar les intal·lacions del Club Patí Vic, que van passar a ser públiques i la temporada 2023-24 tots els equips del club van passar al Vic Hoquei Club.

## Història
El Club Patí Vic va ser fundat l'any 1951 per un grup de vigatans que volien practicar l'Hoquei Patins i també el patinatge sobre rodes. Ràpidament va aconseguir l'ascens a la màxima categoria, tot i que va ser un equip que pujava i tornava a baixar amb relativa freqüència. En aquella època, el Club Patí Vic jugava els seus partits a la pista de Can Sileta, sota el pont del Meder, a la llera del Riu. En deixar aquesta pista, el Vic va util·litzar el pavelló municipal. El primer moment en què el Club Patí Vic va militar a la Divisió d'honor amb més normalitat va ser entre els anys 1973 i 1985, uns moments de màxima esplendor i expansió del club. El 1980 es va inaugurar el pavelló esportiu del Club Patí Vic, que durant l'època preolímpica s'ampliaria i es'adaptaria per ser subseu olímpica l'any 1992. La Temporada 1990-91 el Club Patí Vic va tornar a la màxima divisió estatal d'hoquei patins: primer divisió d'honor i després OK Lliga, categoria on encara milita (2021).
El Club Patí Vic és un dels equips més importants actualment de l'OK Lliga, de la qual n'ha estat subcampió les temporades 1997-98, 2000-01 i 2015-16. Per altra banda, ha estat guanyador de la Copa del Rei en les edicions de 1999 a Alcobendas, 2009 a La Corunya, 2010 a Lloret de Mar i 2015 a Blanes, essent finalista de les edicions de 1995, 2003, 2005, 2008 i 2016. Els anys 2009 i 2010 guanyà la Supercopa espanyola derrotant el FC Barcelona.
Internacionalment, el CP Vic es proclamà guanyador de la Copa de la CERS de 2001, derrotant el CE Noia a la final. Ha quedat subcampió en dues ocasions: el 1994 enfront del FC Porto, i el 2013 enfront del CE Vendrell.

### Copa d'Europa
En la primera de les ocasions, contra el Reus Deportiu, a Bassano, dominà el partit en tot moment fins que el club reusenc empatà el partit a dos gols, quan restaven cinquanta segons per a acabar el partit. En la represa, el marcador no es va alterar i a la tanda de penals el club vigatà només va poder marcar un gol a diferència del seu rival que n'aconseguí anotar dos. D'aquesta forma el Reus Deportiu aixecà el seu setè títol de la Copa d'Europa, després de trenta-set anys, mentre que el CP Vic quedava a les portes d'estrenar-se com a campió de la màxima categoria europea. En la segona ocasió, contra el FC Barcelona a Valdagno, el partit no fou tant igualat com el de l'edició anterior i el club barceloní superà al vigatà per quatre gols (Adroher 21', Páez 23', Panadero 40' i García 42') a un (Masoliver 49'). En l'edició del 2015, celebrada novament a Bassano del Grappa el resultat fou de 4-3.

## Palmarès
- 1 Copa de la CERS (2001)
- 4 Copes espanyoles / Copes del Rei (1999, 2009, 2010, 2015)[6]
- 2 Supercopes espanyoles (2009, 2010)
- 3 Subcampionat d'Europa (2008/2009, 2009/2010, 2014/15)

## Jugadors destacats
| - Víctor Agramunt i Castro - Albert Martinell i Ferré - Romà Bancells i Chavales - Josep Benito i Martínez - Jordi Carbó i Ribas - Sergi Fernández i Vila | - Eloi Gaspar i Tolos - Borja López i Castilla - Miquel Masoliver i Valdivieso - Josep Maria Ordeig i Malagón - Antoni Pla i Comella - Sergi Pla i Palau | - Josep Maria Roca i Bigas - Marc Torra i Sayó - Ferran Font i Sánchez - Carles Grau i Tallada - Cristian Rodríguez i Marimon - Jordi Burgaya i Vilaró - Jordi Adroher i Mas |

## Penyes
Les penyes d'afició reconegudes pel club són:
- Vigatans 1705[10]
- Entrecots i Xuletones
- Penya del Merma